# Базилярная артерия
Базиля́рная арте́рия (устаревшее название — основная артерия, лат. а. basilaris) — непарный кровеносный сосуд, который располагается в базилярной борозде моста головного мозга. Образовывается артерия при слиянии двух (левой и правой) позвоночных артерий на основании ствола. 

## Кровоснабжение
Артерия отдает ветви к мосту и мозжечку, таламусу, височным долям коры больших полушарий головного мозга, продолжается двумя задними мозговыми артериями.

## Значение
Базилярная артерия входит в состав Виллизиева круга — артериального круга, расположенного на основании головном мозге и отвечающего за кровоснабжение (в том числе и за хорошо развитое коллатеральное кровоснабжение) головного мозга кровью.

## Заболевания
- Тромбозы — сопровождаются неврологическими симптомами преимущественного поражения моста. В большинстве случаев полному тромбозу основной артерии предшествуют преходящие нарушения мозгового кровообращения в вертебрально-базилярной системе. Тромбоз основной артерии с двухсторонним глубоким инфарктом моста приводит к псевдокоме (англ. locked-in syndrome)[2].

- Аневризмы.

## Изображения

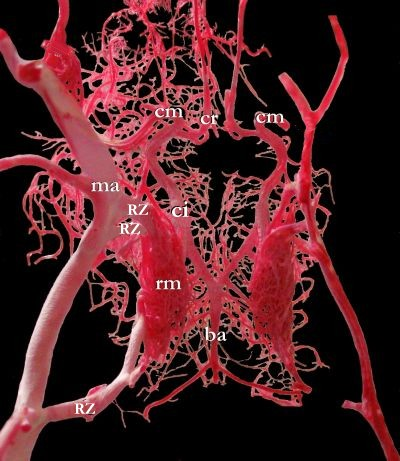
Виллизиев круг
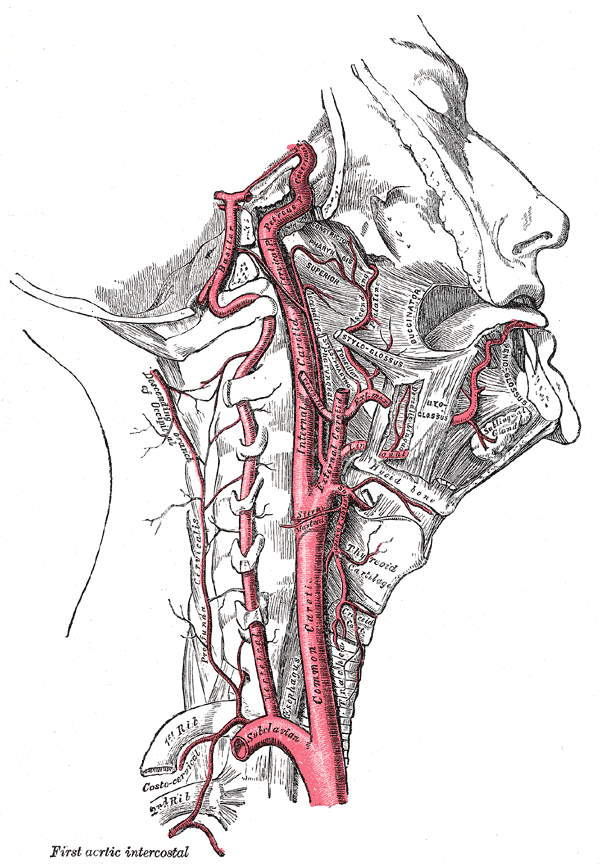
Внутренняя сонная и позвоночные артерии (правая сторона)
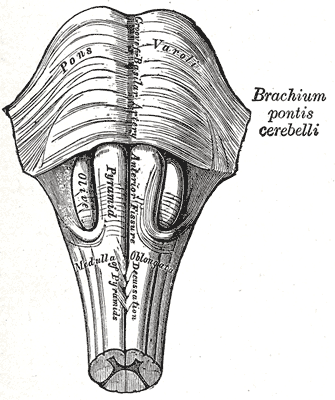
Продолговатый мозг и мост. Передняя поверхность.

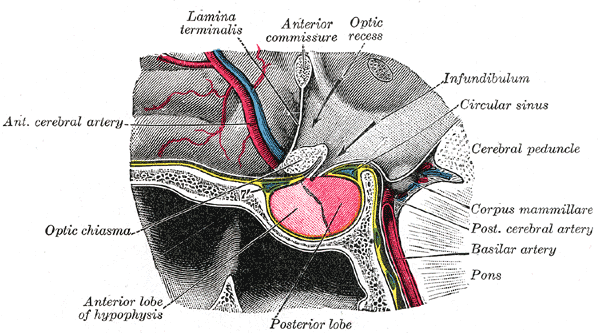
Гипофиз (сагитальный разрез).
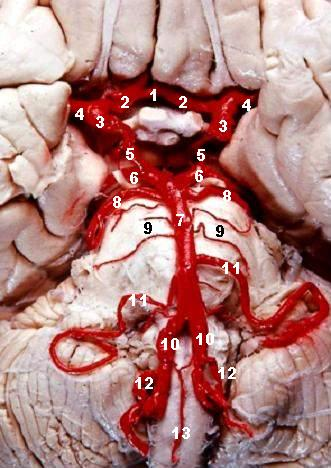
Кровоснабжение ствола головного мозга
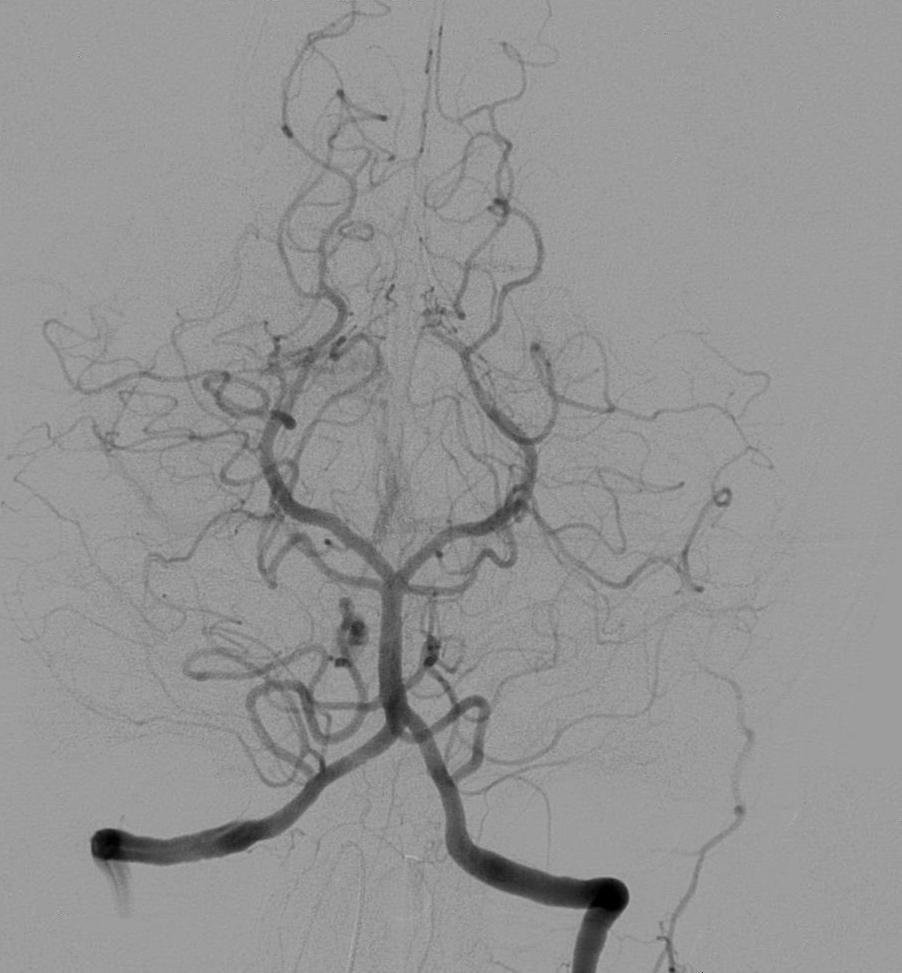
Ангиография головного мозга, в поперечной проекции. Вертобро-базилярный, задней мозговой артерии бассейны.